# Духан, Питер
Питер Духан (англ. Peter Doohan; 2 мая 1961, Ньюкасл, Новый Южный Уэльс — 21 июля 2017, Нельсон-Бей, Новый Южный Уэльс) — австралийский профессиональный теннисист и теннисный тренер. Победитель 6 турниров Гран-при в одиночном и парном разрядах, финалист Открытого чемпионата Австралии 1987 года в мужском парном разряде, член сборной Австралии в Кубке Дэвиса.

## Биография
Питер Духан родился и вырос в Ньюкасле (Новый Южный Уэльс). Он увлёкся теннисом в старших классах и тренировался по выходным под руководством Фрэнка Брента. В 1979 году он впервые сыграл в Открытом чемпионате Австралии. На корте Питер, прозванный за свои внушительные габариты «Медведем», демонстрировал атакующий стиль serve-and-volley, предполагающий быстрые выходы к сетке после подачи. Он часто практиковал также выходы к секте после первого отбитого мяча (англ. chip/charge) и по словам другого австралийца, Лори Уордера, впоследствии много игравшего с ним в паре, был обладателем одного из лучших в мире ударов с лёта открытой ракеткой.
После школы Духан перебрался в США, где учился в Университете Арканзаса. Выступая за команду этого вуза, он в 1981 году стал финалистом чемпионата NCAA в парном разряде, а на следующий год завоевал титул в паре с Патом Серретом. В 1981 и 1982 годах Духан включался в символическую любительскую сборную Северной Америки.
По окончании университета Духан начал профессиональную теннисную карьеру. Первые существенные успехи пришли к нему в 1984 году, когда он в паре с Майклом Фанкаттом дошёл до полуфинала на Уимблдонском турнире после победы над одной из сильнейших пар мира — братьями Тимом и Томом Галликсонами. В сентябре того же года Духан завоевал свой первый титул в турнирах Гран-при, победив в Тель-Авиве в паре с Брайаном Ливайном. В конце года он сначала повторил с Фанкаттом свой уимблдонский полуфинальный успех на Открытом чемпионате Австралии (победив в третьем круге сеяную пару Стив Дентон-Кевин Каррен), а затем стал победителем South Australian Open в Аделаиде уже в одиночном разряде. Эти результаты позврлили ему в рейтинге ATP в одиночном разряде закончить сезон в первой сотне, а в парном — в Top-50.
За 1985 год Духан ещё по два раза играл в финалах турниров Гран-при в одиночном и парном разрядах, завоевав свои второй и третий титулы в парах. В 1986 году на его результатах сказался тендинит правого плеча: он только один раз добрался до финала турнира Гран-при в парном разряде, а в одиночном опустился в рейтинге до 301-го места. Следующий сезон, однако, был ознаменован для австралийца пиком карьеры. Уже в его начале он в паре с Лори Уордером трижды подряд играл в финалах турниров Гран-при в трёх разных австралийских городах, в том числе на Открытом чемпионате Австралии, где они вывели из борьбы вторую и третью сеяные пары (Борис Беккер-Слободан Живоинович и Роберт Сегусо-Кен Флэк) прежде, чем уступить первой паре турнира — шведам Эдбергу и Ярриду. В одиночном разряде на Открытом чемпионате Австралии Духан пробился в четвёртый круг после победы над игроком Top-20 рейтинга Кевином Карреном, а на турнире в Сиднее дошёл до финала также в одиночном разряде, проиграв там игроку первой десятки мирового рейтинга Милославу Мечиржу. Летом на Уимблдонском турнире Духан, занимавший 70-е место в рейтинге, стал автором сенсации, когда во втором круге жребий свёл его с Беккером, перед этим побеждавшим там два года подряд. За неделю до этого Беккер, возглавляющий рейтинг, разгромил австралийца в первом круге турнира Queen’s Club, но на Уимблдоне Духан, игравший в характерной агрессивной манере и постоянно выходивший к сетке, победил со счётом 7-6, 4-6, 6-2, 6-4, чем заслужил новое прозвище «Беккер-рекер» (англ. The Becker Wrecker, букв. «Разрушитель Беккера»). После этого он, как и в Австралии, дошёл до четвёртого круга, проиграв там Живоиновичу — 21-й ракетке мира. В августе Духан и Уордер стали финалистами Открытого чемпионата Канады, снова обыграв Сегусо и Флэка, но уступив Эдбергу и своему соотечественнику Пэту Кэшу. В составе сборной Австралии Духан дошёл до полуфинала Кубка Дэвиса, выиграв все три свои встречи — две в паре с Кэшем и одну с Уолли Мазуром. По итогам сезона они с Уордером получили право на участие в финальном турнире Мастерс, на который допускались восемь лучших пар мира, но проиграли все три встречи в группе и в стыковые матчи не попали. По ходу сезона Духан достиг рекордных для своей карьеры позиций в рейтинге как в парном разряде (15-е место), так и в одиночном (43-е).
В 1988 году Духан, хотя и не повторил успехов прошлого сезона, всё же показал хорошие результаты. С Уордером они накануне Уимблдона выиграли в Бристоле турнир Гран-при, а на самом Уимблдоне Духан и американец Джим Грабб пробились в полуфинал, в четвертьфинале победив пятую сеяную пару Томаш Шмид-Ги Форже. Позже на турнире Гран-при в Лос-Анджелесе Духан с Граббом вышли в финал. За 1989 год Духан с Уордером трижды доходили до финала турниров Гран-при, завоевав один титул — последний в карьере Духана. На этот год пришёлся также его лучший результат в смешанном парном разряде - в паре с Элис Берджин победив вторую сеяную пару Элизабет Смайли-Джон Фицджеральд, они пробились в полуфинал Открытого чемпионата Австралии. Духан завершил активную игровую карьеру в 1991 году.
По окончании выступлений Духан работал тренером, за 20 лет сменив ряд клубов в США — в Алабаме, Арканзасе, Джорджии и Оклахоме. В 2009 году он вернулся в Австралию, где поселился в Нельсон-Бее (Новый Южный Уэльс). В Австралии он продолжал работать теннисным тренером, в том числе с 2015 года — в своём родном Ньюкасле. Тренерская карьера Духана продолжалась до июня 2016 года. В конце весны 2017 года у него был диагностирован боковой амиотрофический склероз в особо агрессивной форме. Духан умер всего через девять недель после этого, в июле 2017 года, оставив после себя двух сыновей — Джона и Хантера.

## Положение в рейтинге в конце сезона
| Год              | 1983 | 1984 | 1985 | 1986 | 1987 | 1988 | 1989 | 1990 |
| ---------------- | ---- | ---- | ---- | ---- | ---- | ---- | ---- | ---- |
| Одиночный разряд | 281  | 85   | 101  | 301  | 72   | 187  | 172  | 331  |
| Парный разряд    | 289  | 32   | 53   | 58   | 27   | 43   | 32   | 138  |

## Финалы турниров за карьеру

### Одиночный разряд (1-3)
| Результат | №  | Дата            | Турнир              | Покрытие | Соперник в финале | Счёт в финале |
| --------- | -- | --------------- | ------------------- | -------- | ----------------- | ------------- |
| Победа    | 1. | 23 декабря 1984 | Аделаида, Австралия | Трава    | Хуб ван Буккел    | 1-6, 6-1, 6-4 |
| Поражение | 1. | 22 декабря 1985 | Аделаида            | Трава    | Эдди Эдвардс      | 2-6, 4-6      |
| Поражение | 2. | 29 декабря 1985 | Мельбурн, Австралия | Трава    | Джонатан Картер   | 7-5, 3-6, 4-6 |
| Поражение | 3. | 1 февраля 1987  | Сидней, Австралия   | Трава    | Милослав Мечирж   | 2-6, 4-6      |

### Парный разряд (5-9)
| Результат | №  | Дата             | Турнир                                 | Покрытие | Партнёр         | Соперники в финале               | Счёт в финале |
| --------- | -- | ---------------- | -------------------------------------- | -------- | --------------- | -------------------------------- | ------------- |
| Победа    | 1. | 16 сентября 1984 | Тель-Авив, Израиль                     | Хард     | Брайан Ливайн   | Колин Даудсвелл Якоб Хласек      | 6-3, 6-4      |
| Поражение | 1. | 23 декабря 1984  | Аделаида, Австралия                    | Трава    | Брайан Ливайн   | Бродерик Дайк Уолли Мазур        | 6-4, 5-7, 1-6 |
| Победа    | 2. | 14 июля 1985     | Ньюпорт, США                           | Трава    | Сэмми Джаммалва | Пол Аннаконе Кристо ван Ренсбург | 6-1, 6-3      |
| Победа    | 3. | 28 июля 1985     | Ливингстон, Нью-Джерси, США            | Хард     | Майк де Палмер  | Дани Виссер Эдди Эдвардс         | 6-3, 6-4      |
| Поражение | 2. | 23 марта 1986    | Форт-Майерс, Флорида, США              | Хард     | Пол Макнами     | Андрес Гомес Иван Лендл          | 5-7, 4-6      |
| Поражение | 3. | 4 января 1987    | Аделаида                               | Трава    | Лори Уордер     | Иван Лендл Билл Сканлон          | 7-6, 3-6, 4-6 |
| Поражение | 4. | 25 января 1987   | Открытый чемпионат Австралии, Мельбурн | Трава    | Лори Уордер     | Стефан Эдберг Андерс Яррид       | 4-6, 4-6, 6-7 |
| Поражение | 5. | 1 февраля 1987   | Сидней, Австралия                      | Трава    | Лори Уордер     | Брэд Дрюэтт Марк Эдмондсон       | 4-6, 6-4, 2-6 |
| Поражение | 6. | 16 августа 1987  | Открытый чемпионат Канады, Монреаль    | Хард     | Лори Уордер     | Пэт Кэш Стефан Эдберг            | 7-6, 3-6, 4-6 |
| Победа    | 4. | 19 июня 1988     | Бристоль, Великобритания               | Трава    | Лори Уордер     | Марти Дэвис Тим Посат            | 2-6, 6-4, 7-5 |
| Поражение | 7. | 25 сентября 1988 | Лос-Анджелес, США                      | Хард     | Джим Грабб      | Марк Вудфорд Джон Макинрой       | 4-6, 4-6      |
| Победа    | 5. | 8 января 1989    | Веллингтон, Новая Зеландия             | Хард     | Лори Уордер     | Рилл Бакстер Гленн Мичибата      | 3-6, 6-2, 6-3 |
| Поражение | 8. | 7 мая 1989       | Мюнхен, ФРГ                            | Грунт    | Лори Уордер     | Хавьер Санчес Балаж Тароци       | 6-7, 7-6, 6-7 |
| Поражение | 9. | 13 августа 1989  | Индианаполис, США                      | Хард     | Лори Уордер     | Дани Виссер Питер Олдрич         | 6-7, 6-7      |